# San Lucas Arroyo Palomo
San Lucas Arroyo Palomo är en ort i Mexiko.   Den ligger i kommunen San Juan Bautista Valle Nacional och delstaten Oaxaca, i den sydöstra delen av landet, 300 km sydost om huvudstaden Mexico City. San Lucas Arroyo Palomo ligger 360 meter över havet och antalet invånare är 424.
Terrängen runt San Lucas Arroyo Palomo är kuperad österut, men västerut är den bergig. San Lucas Arroyo Palomo ligger nere i en dal. Runt San Lucas Arroyo Palomo är det ganska glesbefolkat, med 26 invånare per kvadratkilometer. Närmaste större samhälle är San Juan Bautista Valle Nacional, 10,0 km sydost om San Lucas Arroyo Palomo. I omgivningarna runt San Lucas Arroyo Palomo växer i huvudsak städsegrön lövskog.